# Дз
Дз, дз – dwuznak cyrylicy wykorzystywany w zapisie języka białoruskiego i ukraińskiego.

## Zastosowanie
W języku białoruskim i ukraińskim dźwiękiem tego dwuznaku jest [d͡z] i [d͡zʲ], czyli spółgłoska zwarto-szczelinowa dziąsłowa dźwięczna. Brzmienie zmienia się w zależności od kolejnej litery.
W językach niesłowiańskich dwuznak ten jest używany w języku abazyńskim, komi, adygejskim, kabardyjskim i osetyjskim i reprezentuje dźwięk [d͡z] lub [d͡zʲ]. W tych językach dwuznak Дз najczęściej zajmuje miejsce po literze D lub dwuznaku Дж.

## Kodowanie
| Forma     | Wygląd | Części składowe | Części składowe |
| --------- | ------ | --------------- | --------------- |
| majuskuła | Дз     | U+0414 Д        | U+0437 з        |
| minuskuła | дз     | U+0434 д        | U+0437 з        |